# Tupiocoris rhododendri
Tupiocoris rhododendri is een wants uit de familie van de blindwantsen (Miridae). De soort werd het eerst wetenschappelijk beschreven door Dolling in 1972.

## Uiterlijk
De langwerpig gevormde wants is macropteer (langvleugelig) en kan ongeveer 4 tot 4,5 mm lang worden. De voorvleugels zijn gedeeltelijk transparant en eindigen in een geel of witgele cuneus met een bruinzwarte punt. De pootjes zijn geel, de schenen van de achterpoten zijn bij sommige individuen donkerder gekleurd. Van de antennes is het eerste en het vierde segment geel, het tweede segment en het onderste deel van het derde segment zijn zwart. De kop, het halsschild (pronotum) en schildje (scutellum) zijn zwart. Tussen de kop en het schildje is een duidelijke witte ring zichtbaar. Hiermee is de soort te onderscheiden van de in Nederland voorkomende bochelwantsen van het genus Dicyphus die verward kunnen worden met Tupiocoris rhododendri. Bij deze soorten ontbreekt de opvallende witte halsring. De nimfen van deze soort zijn langwerpig, rood gekleurd en hebben geelwitte pootjes.

## Leefwijze
De soort overwintert als eitje en er is een enkele generatie per jaar. Ze leven van sap uit de jongen bladeren van Rododendron en eten ook diverse insecten die op de groeipunten van de plant leven zoals bladluizen en cicaden. De volwassen wantsen kunnen van mei tot juli gevonden worden op rododendron dus meestal in parken en tuinen.

## Leefgebied
De soort is een invasieve exoot en is van oorsprong Nearctisch maar is met de waardplant meegelift naar Europa. Sinds 2002 is de soort vrij algemeen in Nederland.